# José Luzán

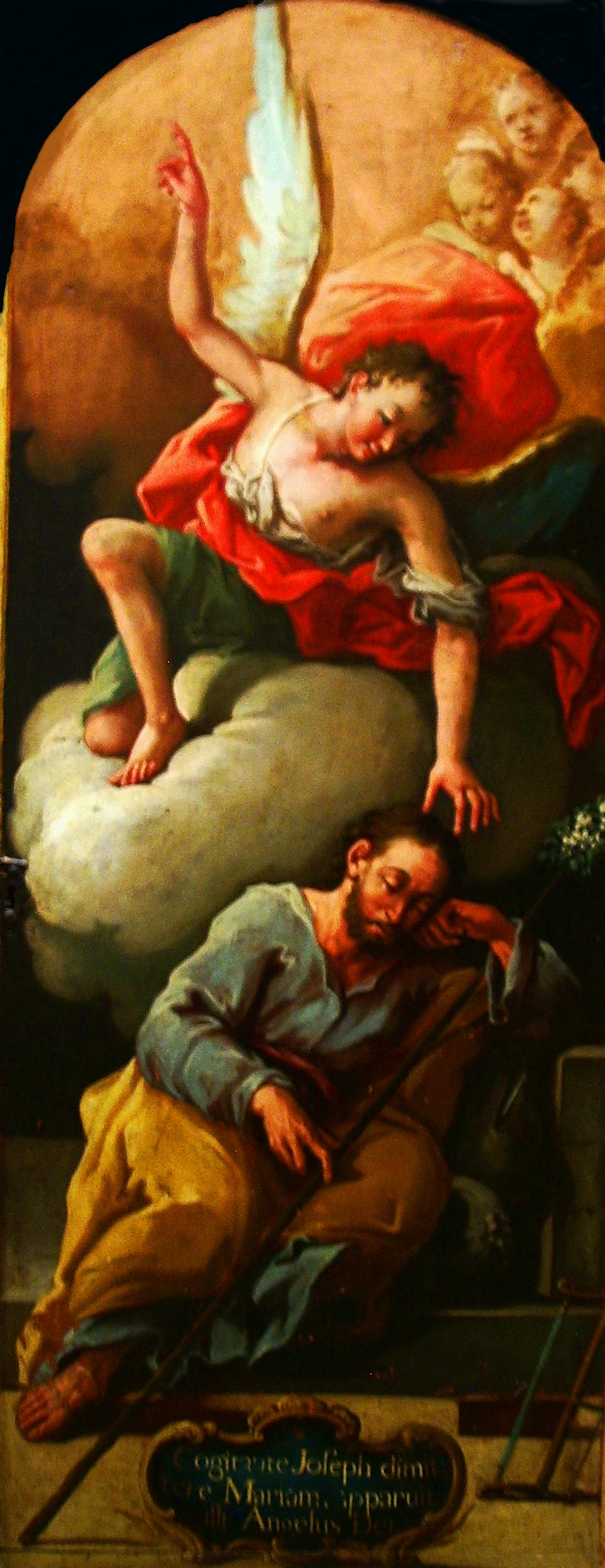
Il sogno di san Giuseppe, di José Luzán.

José Luzán y Martínez (Saragozza, 1710 – Saragozza, 1785) è stato un pittore spagnolo.

## Biografia
Figlio del pittore e doratore di tavole Juan Luzán, sposò Teresa Zabalo, figlia del pittore Juan Zabalo.
Grazie al mecenatismo della famiglia Pignatelli poté studiare a Napoli, dove conobbe lo stile barocco italiano grazie al suo maestro Giuseppe Mastroleo.
Tornato a Saragozza nel 1730 circa, vi fondò un'accademia, che godette di grande credito. Fu nominato revisore dei quadri dall'Inquisizione spagnola e, nel 1741, Filippo V lo nominò pittore sopranumerario della Casa Reale. Lo studio delle ricche collezioni del palazzo gli permise di affinare notevolmente il suo stile; prossimo al tenebrismo nelle sue opere giovanili, acquisì progressivamente il gusto per il colore caldo, con una tavolozza tendente al giallo, ocra e rosso, e alleggerì i tratti delle pennellate. Negli anni sessanta si dedicò ad opere di grande formato e di composizione elaborata, che accrebbero la sua reputazione come uno dei pittori di soggetti religiosi più importanti del XVIII secolo.
Luzán godette di notevole prestigio anche come insegnante: fra i suoi allievi vi furono Francisco Bayeu, José Beratón, Antonio Martínez, Tomás Vallespín, e soprattutto Francisco Goya.
Luzán lasciò Madrid per dirigere l'Accademia di Pittura e Scultura di Saragozza, anche se solo per breve tempo, poiché l'istituzione, a causa di gravi difficoltà economiche, dovette chiudere. L'anziano pittore riuscì a vederla riaprire nel 1784, ma la sua salute non gli permise più ormai di svolgervi un insegnamento; morì nella sua città natale poco tempo dopo.
Molte delle sue opere realizzate fra il 1760 e il 1770 per il convento francescano di Nostra Senyora de Jesús a Saragozza sono andate perdute, ma altre opere di Luzán sono visibili tuttora in numerosi luoghi di culto della città, come la Cattedrale di San Salvador, per la quale nel 1757decorò gli sportelli dell'armadio delle reliquie conservato nella sacrestia maggiore, e al Museo del Prado di Madrid.